# Alla helgons blodiga natt 2
Alla helgons blodiga natt 2 (originaltitel: Halloween II, finlandssvenska: Halloween II - mördaren återvänder) är en amerikansk skräckfilm/slasher från 1981. Filmen är regisserad av Rick Rosenthal. I huvudrollerna syns Jamie Lee Curtis som Laurie Strode, Donald Pleasence som Dr. Loomis och Dick Warlock som Michael Myers. John Carpenter regisserade inledningsscenen. Han skrev även manuset tillsammans med Debra Hill. 
Filmens producenter var John Carpenter, Debra Hill, Moustapha Akkad, Dino De Laurentiis, Joseph Wolf och Irwin Yablans.

## Handling
Sex skott ekar i natten. Dr. Loomis har just skjutit massmördaren Michael Myers. Michael faller ner från balkongen med en smäll. Laurie har med en hårsmån undkommit en säker död. Men då Dr. Loomis tittar ut är Michael borta. Laurie läggs in på sjukhus, men märker snart att Michael inte gett upp. Han vill se henne död, och han är beredd att mörda alla som kommer i hans väg.

## Om filmen
Filmen utspelar sig direkt där Alla helgons blodiga natt slutade. Budgeten var 2 500 000 dollar. På bio tjänade den in 25 500 000 dollar, vilket är tio gånger så mycket.

## Rollista (i urval)
- Jamie Lee Curtis som Laurie Strode
- Donald Pleasence som Dr. Sam Loomis
- Dick Warlock som Michael Myers
- Charles Cyphers som Sheriff Leigh Brackett
- Jeffrey Kramer som Graham
- Lance Guest som Jimmy